# Al Martino/Diskografie
Diese Diskografie ist eine Übersicht über die musikalischen Werke des amerikanischen Sängers Al Martino. Den Schallplattenauszeichnungen zufolge hat er bisher mehr als 570.000 Tonträger verkauft, davon alleine in seiner Heimat über 500.000. Seine erfolgreichste Veröffentlichung ist die Single Spanish Eyes mit über 500.000 verkauften Einheiten.

## Alben

### Studioalben
| Jahr | Titel Musiklabel Katalog-Nr.                                        | Höchstplatzierung, Gesamtwochen/‑monate, AuszeichnungChartplatzierungen (Jahr, Titel, Musiklabel Katalog-Nr., Platzierungen, Wochen/Monate, Auszeichnungen, Anmerkungen) | Höchstplatzierung, Gesamtwochen/‑monate, AuszeichnungChartplatzierungen (Jahr, Titel, Musiklabel Katalog-Nr., Platzierungen, Wochen/Monate, Auszeichnungen, Anmerkungen) | Höchstplatzierung, Gesamtwochen/‑monate, AuszeichnungChartplatzierungen (Jahr, Titel, Musiklabel Katalog-Nr., Platzierungen, Wochen/Monate, Auszeichnungen, Anmerkungen) | Höchstplatzierung, Gesamtwochen/‑monate, AuszeichnungChartplatzierungen (Jahr, Titel, Musiklabel Katalog-Nr., Platzierungen, Wochen/Monate, Auszeichnungen, Anmerkungen) | Anmerkungen                                    |
| Jahr | Titel Musiklabel Katalog-Nr.                                        | DE | AT | UK | US | Anmerkungen                                    |
| ---- | ------------------------------------------------------------------- | --- | --- | --- | --- | ---------------------------------------------- |
| 1962 | The Exciting Voice of Al Martino Capitol T-1774                     | — | — | — | US109 (6 Wo.)US |                                                |
| 1963 | I Love You Because Capitol T-1914                                   | — | — | — | US7 (60 Wo.)US |                                                |
| 1963 | Painted, Tainted Rose Capitol T-1975                                | — | — | — | US9 (44 Wo.)US |                                                |
| 1964 | Living a Lie Capitol T-2040                                         | — | — | — | US13 (28 Wo.)US |                                                |
| 1964 | The Italian Voice of Al Martino Capitol T-1907                      | — | — | — | US57 (15 Wo.)US |                                                |
| 1964 | I Love You More and More Every Day / Tears and Roses Capitol T-2107 | — | — | — | US31 (25 Wo.)US |                                                |
| 1965 | We Could Capitol T-2200                                             | — | — | — | US41 (15 Wo.)US |                                                |
| 1965 | Somebody Else Is Taking My Place Capitol T-2312                     | — | — | — | US42 (12 Wo.)US |                                                |
| 1966 | My Cherie Capitol T-2362                                            | — | — | — | US19 (47 Wo.)US |                                                |
| 1966 | Spanish Eyes Capitol T-2435                                         | DE29 (1 Mt.)DE | — | — | US8 Gold · (73 Wo.)US | Charteintritt in Deutschland erst im März 1967 |
| 1966 | Think I’ll Go Somewhere and Cry Myself to Sleep Capitol T-2528      | — | — | — | US116 (6 Wo.)US |                                                |
| 1967 | This Is Love Capitol T-2592                                         | — | — | — | US57 (13 Wo.)US |                                                |
| 1967 | This Love for You Capitol T-2654                                    | — | — | — | US99 (12 Wo.)US |                                                |
| 1967 | Daddy’s Little Girl Capitol T-2733                                  | — | — | — | US23 (21 Wo.)US |                                                |
| 1968 | Mary in the Morning Capitol T-2780                                  | — | — | — | US63 (21 Wo.)US |                                                |
| 1968 | This Is Al Martino Capitol ST-2843                                  | — | — | — | US129 (4 Wo.)US |                                                |
| 1968 | Love Is Blue Capitol ST-2908                                        | DE34 (1 Mt.)DE | — | — | US56 (17 Wo.)US |                                                |
| 1969 | Sausalito Capitol ST-180                                            | — | — | — | US189 (4 Wo.)US |                                                |
| 1969 | Jean Capitol ST-379                                                 | — | — | — | US196 (2 Wo.)US |                                                |
| 1970 | Can’t Help Falling in Love Capitol ST-405                           | — | — | — | US184 (5 Wo.)US |                                                |
| 1970 | My Heart Sings Capitol ST-497                                       | — | — | — | US172 (6 Wo.)US |                                                |
| 1972 | Love Theme from „The Godfather“ Capitol SM-11 071                   | — | — | — | US138 (10 Wo.)US | Soundtrack zum Film Der Pate                   |
| 1975 | To the Door of the Sun Capitol ST-11 336                            | — | — | — | US129 (8 Wo.)US |                                                |

grau schraffiert: keine Chartdaten aus diesem Jahr verfügbar
Weitere Studioalben
- 1959: Al Martino
- 1959: Swing Along with Al Martino
- 1963: Love Notes
- 1964: A Merry Christmas
- 1966: Don’t Go to Strangers
- 1970: My Way
- 1973: Speak Softly Love
- 1976: Chante volare
- 1976: Sing My Love Songs
- 1978: The Next Hundred Years
- 1982: All of Me
- 1993: The Voice to Your Heart
- 1994: My Foolish Heart

### Kompilationen
| Jahr | Titel                  | Höchstplatzierung, Gesamtwochen, AuszeichnungChartplatzierungen (Jahr, Titel, Platzierungen, Wochen, Auszeichnungen, Anmerkungen) | Höchstplatzierung, Gesamtwochen, AuszeichnungChartplatzierungen (Jahr, Titel, Platzierungen, Wochen, Auszeichnungen, Anmerkungen) | Höchstplatzierung, Gesamtwochen, AuszeichnungChartplatzierungen (Jahr, Titel, Platzierungen, Wochen, Auszeichnungen, Anmerkungen) | Höchstplatzierung, Gesamtwochen, AuszeichnungChartplatzierungen (Jahr, Titel, Platzierungen, Wochen, Auszeichnungen, Anmerkungen) | Anmerkungen |
| Jahr | Titel                  | DE | AT | UK | US | Anmerkungen |
| ---- | ---------------------- | --- | --- | --- | --- | ----------- |
| 1968 | The Best of Al Martino | — | — | — | US108 (16 Wo.)US |             |

grau schraffiert: keine Chartdaten aus diesem Jahr verfügbar
Weitere Kompilationen
- 1966: Al Martino’s Best
- 1969: Round-Up (mit Glen Campbell, Bobbie Gentry, Tennessee Ernie Ford und The Lettermen)
- 1973: The Very Best of Al Martino
- 1973: This Is Al Martino
- 1974: Vaya con Dios
- 1975: Golden Record
- 1976: Volare
- 1976: Al Martino
- 1978: Gold
- 1978: 20 Greatest Hits
- 1980: The Best of Al Martino
- 1988: The Hits of Al Martino
- 1992: Spanish Eyes

### EPs
- 1963: Darling I Love You
- 1966: Spanish Eyes / Melody of Love / Wiederseh’n / The Minute You’re Gone
- 1966: My Cherie
- 1968: Wake Up to Me Gentle

## Singles
| Jahr | Titel Album                                                 | Höchstplatzierung, Gesamtwochen/‑monate, AuszeichnungChartplatzierungen (Jahr, Titel, Album, Platzierungen, Wochen/Monate, Auszeichnungen, Anmerkungen) | Höchstplatzierung, Gesamtwochen/‑monate, AuszeichnungChartplatzierungen (Jahr, Titel, Album, Platzierungen, Wochen/Monate, Auszeichnungen, Anmerkungen) | Höchstplatzierung, Gesamtwochen/‑monate, AuszeichnungChartplatzierungen (Jahr, Titel, Album, Platzierungen, Wochen/Monate, Auszeichnungen, Anmerkungen) | Höchstplatzierung, Gesamtwochen/‑monate, AuszeichnungChartplatzierungen (Jahr, Titel, Album, Platzierungen, Wochen/Monate, Auszeichnungen, Anmerkungen) | Anmerkungen                                                            |
| Jahr | Titel Album                                                 | DE | AT | UK | US | Anmerkungen                                                            |
| ---- | ----------------------------------------------------------- | --- | --- | --- | --- | ---------------------------------------------------------------------- |
| 1952 | Here in My Heart –                                          | — | — | UK1 (18 Wo.)UK | US1 (23 Wo.)US | mit Monty Kelly’s Orchestra                                            |
| 1952 | Take My Heart –                                             | — | — | UK9 (1 Wo.)UK | US15 (8 Wo.)US | mit Monty Kelly’s Orchestra                                            |
| 1953 | Now –                                                       | — | — | UK3 (12 Wo.)UK | — |                                                                        |
| 1953 | Rachel –                                                    | — | — | UK10 (5 Wo.)UK | — |                                                                        |
| 1954 | Wanted –                                                    | — | — | UK4 (16 Wo.)UK | — |                                                                        |
| 1954 | The Story of Tina –                                         | — | — | UK10 (8 Wo.)UK | — |                                                                        |
| 1955 | The Man from Laramie –                                      | — | — | UK19 (3 Wo.)UK | — |                                                                        |
| 1959 | I Can’t Get You Out of My Heart (Ti amo, ti voglio, amor) – | — | — | — | US44 (11 Wo.)US |                                                                        |
| 1959 | Darling, I Love You –                                       | — | — | — | US63 (6 Wo.)US |                                                                        |
| 1960 | Summertime –                                                | — | — | UK49 (1 Wo.)UK | — |                                                                        |
| 1963 | I Love You Because –                                        | — | — | UK48 (1 Wo.)UK | US3 (16 Wo.)US |                                                                        |
| 1963 | Painted, Tainted Rose –                                     | — | — | — | US15 (12 Wo.)US |                                                                        |
| 1963 | Living a Lie –                                              | — | — | — | US22 (10 Wo.)US |                                                                        |
| 1964 | I Love You More and More Every Day –                        | — | — | — | US9 (11 Wo.)US |                                                                        |
| 1964 | Tears and Roses –                                           | — | — | — | US20 (8 Wo.)US |                                                                        |
| 1964 | Always Together –                                           | — | — | — | US33 (8 Wo.)US |                                                                        |
| 1964 | We Could –                                                  | — | — | — | US41 (6 Wo.)US |                                                                        |
| 1965 | My Heart Would Know –                                       | — | — | — | US52 (7 Wo.)US |                                                                        |
| 1965 | Somebody Else Is Taking My Place –                          | — | — | — | US53 (6 Wo.)US |                                                                        |
| 1965 | My Cherie –                                                 | — | — | — | US88 (3 Wo.)US |                                                                        |
| 1965 | Forgive Me –                                                | — | — | — | US61 (6 Wo.)US |                                                                        |
| 1965 | Spanish Eyes –                                              | DE3 (9 Mt.)DE | AT3 (3 Mt.)AT | UK5 (22 Wo.)UK | US15 (12 Wo.)US | Charteintritt in Deutschland und Österreich erst 1966, in UK erst 1970 |
| 1966 | Think I’ll Go Somewhere and Cry Myself to Sleep –           | — | — | — | US30 (8 Wo.)US |                                                                        |
| 1966 | Wiederseh’n –                                               | — | — | — | US57 (4 Wo.)US |                                                                        |
| 1966 | Just Yesterday –                                            | — | — | — | US77 (4 Wo.)US |                                                                        |
| 1966 | The Wheel of Hurt –                                         | — | — | — | US59 (8 Wo.)US |                                                                        |
| 1967 | Daddy’s Little Girl –                                       | — | — | — | US42 (9 Wo.)US |                                                                        |
| 1967 | Mary in the Morning –                                       | — | — | — | US27 (8 Wo.)US |                                                                        |
| 1967 | More Than the Eye Can See –                                 | — | — | — | US54 (6 Wo.)US |                                                                        |
| 1967 | A Voice in the Choir –                                      | — | — | — | US80 (6 Wo.)US |                                                                        |
| 1968 | Love Is Blue (L’amour est bleu) –                           | — | — | — | US57 (7 Wo.)US |                                                                        |
| 1968 | Lili Marlene –                                              | — | — | — | US87 (7 Wo.)US |                                                                        |
| 1968 | I Can’t Help It (If I’m Still in Love with You) –           | — | — | — | US97 (3 Wo.)US |                                                                        |
| 1969 | Sausalito –                                                 | — | — | — | US99 (3 Wo.)US |                                                                        |
| 1969 | I Started Loving You Again –                                | — | — | — | US86 (5 Wo.)US |                                                                        |
| 1970 | Can’t Help Falling in Love –                                | — | — | — | US51 (8 Wo.)US |                                                                        |
| 1972 | Speak Softly Love –                                         | — | — | — | US80 (4 Wo.)US |                                                                        |
| 1974 | To the Door of the Sun (Alle porte del sole) –              | — | — | — | US17 (16 Wo.)US |                                                                        |
| 1975 | Volare –                                                    | DE41 (3 Wo.)DE | — | — | US33 (10 Wo.)US |                                                                        |
| 1977 | The Next Hundred Years –                                    | — | — | — | US49 (9 Wo.)US |                                                                        |
| 1993 | Spanish Ballerina –                                         | DE93 (1 Wo.)DE | — | — | — |                                                                        |

grau schraffiert: keine Chartdaten aus diesem Jahr verfügbar
Weitere Singles
| - 1952: I’ve Never Seen - 1953: One Lonely Night - 1954: When - 1955: Sound Advice - 1955: Love Is Eternal - 1958: Two Lovers - 1960: Mama - 1960: Why Do I Love You - 1960: Our Concerto (Il nostro concerto) - 1962: Make Me Believe - 1962: Love, Where Are You Now - 1963: Two Hearts Are Better Than One - 1964: Silver Bells - 1965: What Now, My Love - 1966: White Christmas - 1966: The Minute You’re Gone - 1967: Devotion - 1968: More Than the Eye Can See - 1968: If You Must Leave My Life - 1970: Walking in the Sand - 1970: True Love Is Greater Than Friendship | - 1971: Come into My Life - 1972: Love Theme from „The Godfather“ / I Have But One Heart (Carlo Savina/Al Martino) - 1973: Hey Mama - 1973: I Won’t Last a Day without You - 1973: Mary Go Lightly (Como un niño) - 1974: More Than Ever Now - 1975: You Belong to Me - 1976: Sing My Love Song - 1976: My Thrill - 1976: O sole mio (It’s Now or Never) - 1977: Kentucky Mornin’ - 1978: One Last Time - 1979: Torero - 1979: Now That I Found You - 1980: Almost Gone - 1982: If I Should Love Again - 1982: You and I - 1982: What Your Love Did for Me - 1993: Lady Rosalita - 2001: Come Share the Wine - 2001: You’re the Love of My Life |

## Statistik

### Chartauswertung
|                     | DE    | AT    | UK    | US     |
| ------------------- | ----- | ----- | ----- | ------ |
| Nummer-eins-Alben   | DE—DE | AT—AT | UK—UK | US—US  |
| Top-10-Alben        | DE—DE | AT—AT | UK—UK | US3US  |
| Alben in den Charts | DE2DE | AT—AT | UK—UK | US24US |

|                       | DE    | AT    | UK     | US     |
| --------------------- | ----- | ----- | ------ | ------ |
| Nummer-eins-Singles   | DE—DE | AT—AT | UK1UK  | US1US  |
| Top-10-Singles        | DE1DE | AT1AT | UK7UK  | US3US  |
| Singles in den Charts | DE3DE | AT1AT | UK10UK | US34US |

### Auszeichnungen für Musikverkäufe
| Goldene Schallplatte - Kanada - 1976: für die Single Volare |

Anmerkung: Auszeichnungen in Ländern aus den Charttabellen bzw. Chartboxen sind in ebendiesen zu finden.
| Land/RegionAuszeichnungen für Musikverkäufe (Land/Region, Auszeichnungen, Verkäufe, Quellen) | Gold     | Platin | Verkäufe | Quellen         |
| -------------------------------------------------------------------------------------------- | -------- | ------ | -------- | --------------- |
| Kanada (MC)                                                                                  | Gold1    | —      | 75.000   | musiccanada.com |
| Vereinigte Staaten (RIAA)                                                                    | Gold1    | —      | 500.000  | riaa.com        |
| Insgesamt                                                                                    | 2× Gold2 | —      |          |                 |